# Sanem
Sanem (luxembourgsk: Suessem, tysk: Sassenheim) er en kommune og et byområde i storhertugdømmet Luxembourg. Kommunen, som har et areal på 24,42 km², ligger i kantonen Esch-sur-Alzette i distriktet Luxembourg. I 2005 havde kommunen 13.864 indbyggere. 
49°32′50″N 5°55′40″Ø / 49.5472°N 5.9278°Ø